# Farmersville (Ohio)
Farmersville és una població dels Estats Units a l'estat d'Ohio. Segons el cens del 2000 tenia 980 habitants.

## Demografia
Segons el cens del 2000, Farmersville tenia 980 habitants, 354 habitatges, i 280 famílies. La densitat de població era de 532,9 habitants per km².
Dels 354 habitatges en un 42,7% hi vivien nens de menys de 18 anys, en un 64,4% hi vivien parelles casades, en un 10,5% dones solteres, i en un 20,9% no eren unitats familiars. En el 16,9% dels habitatges hi vivien persones soles el 8,5% de les quals corresponia a persones de 65 anys o més que vivien soles. El nombre mitjà de persones vivint en cada habitatge era de 2,77 i el nombre mitjà de persones que vivien en cada família era de 3,13.
Per edats la població es repartia de la següent manera: un 29,9% tenia menys de 18 anys, un 9,3% entre 18 i 24, un 33,3% entre 25 i 44, un 17,9% de 45 a 60 i un 9,7% 65 anys o més.
L'edat mediana era de 33 anys. Per cada 100 dones de 18 o més anys hi havia 90,8 homes.
La renda mediana per habitatge era de 43.125 $ i la renda mediana per família de 50.625 $. Els homes tenien una renda mediana de 39.875 $ mentre que les dones 23.672 $. La renda per capita de la població era de 17.085 $. Aproximadament el 3,4% de les famílies i el 3,5% de la població estaven per davall del llindar de pobresa.

## Poblacions més properes
El següent diagrama mostra les poblacions més properes.